# Viktor Prodell
Viktor Juhani Prodell (Eskilstuna, 29 febbraio 1988) è un ex calciatore svedese, di ruolo attaccante.

## Palmarès

### Club

#### Competizioni nazionali
- Superettan: 1

Åtvidaberg: 2011
- Coppa di Svezia: 1

Elfsborg: 2013-2014